# جین اسکات (تنیس‌باز)
جین اسکات (انگلیسی: Gene Scott؛ زاده ۲۸ دسامبر ۱۹۳۷ درگذشته ۲۰ مارس ۲۰۰۶) یک تنیس‌باز اهل ایالات متحده آمریکا بود.